# Cynanchum magdalenicum
Cynanchum magdalenicum är en oleanderväxtart som beskrevs av Armando Dugand. Cynanchum magdalenicum ingår i släktet Cynanchum och familjen oleanderväxter. Inga underarter finns listade i Catalogue of Life.